# Abraham-a-Sancta-Clara-Gasse (Wien)
Die Abraham-a-Sancta-Clara-Gasse befindet sich im 1. Wiener Gemeindebezirk Innere Stadt. Sie wurde 1903 nach dem in Wien wirkenden katholischen Prediger und Schriftsteller Abraham a Sancta Clara (1644–1709) benannt.

## Geschichte
Das Gebiet der heutigen Abraham-a-Sancta-Clara-Gasse gehörte im 14. und 15. Jahrhundert zum einstigen Minoritenkloster in Wien, das sich rund um die Minoritenkirche bis zu den heutigen Straßen Schauflergasse, Ballhausplatz, Löwelstraße, Bankgasse und Herrengasse erstreckte. Nachdem ursprünglich im Norden des Klosterareals Friedhof und Garten lagen, wurde das Kloster schrittweise immer mehr verkleinert, bis es 1784 abgesiedelt wurde. Die Gasse blieb lange Zeit ohne Namen. 1903 erfolgte die Benennung nach Abraham a Sancta Clara.

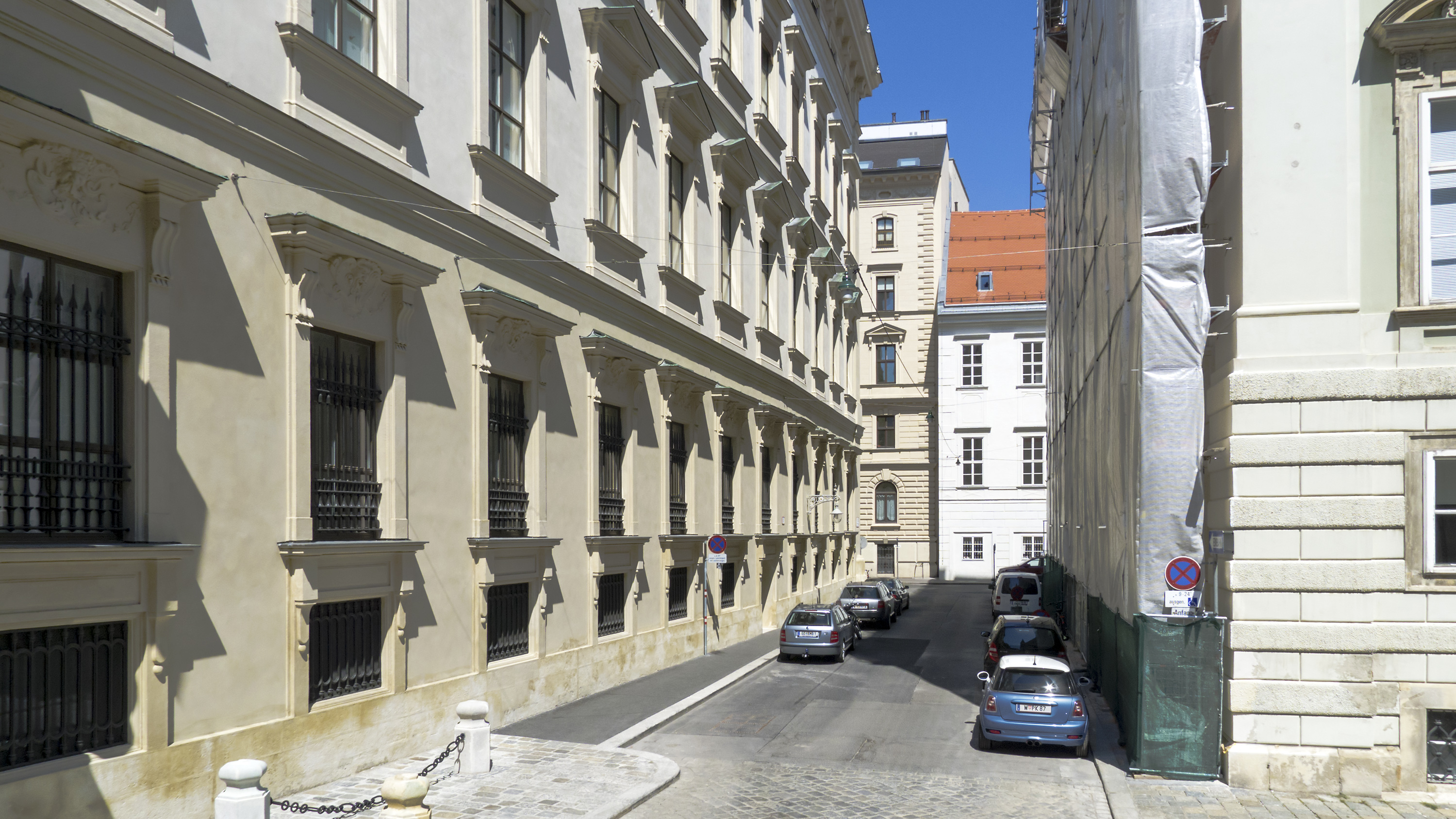
Abraham-a-Sancta-Clara-Gasse in Richtung Bankgasse

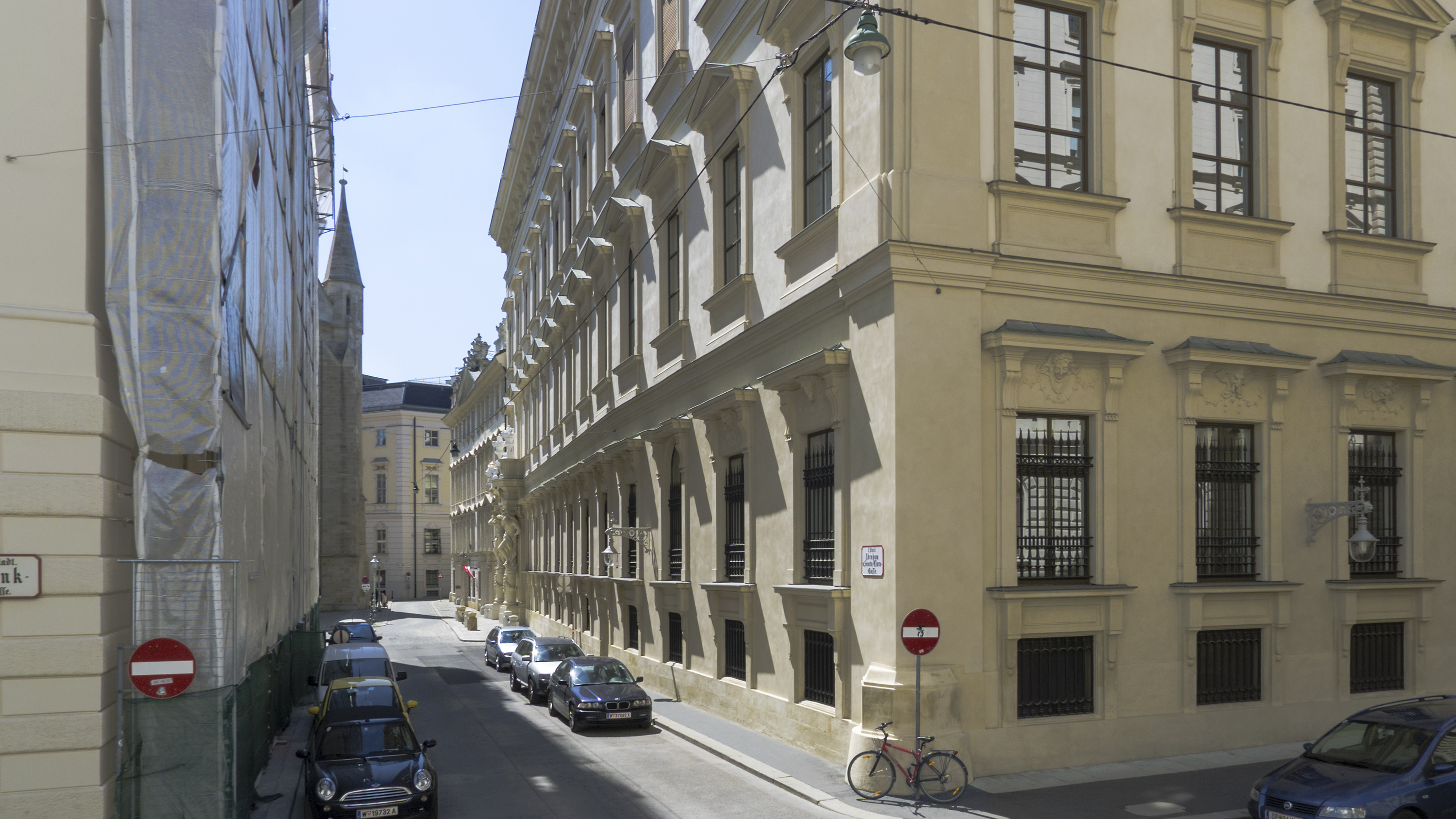
Abraham-a-Sancta-Clara-Gasse in Richtung Minoritenplatz

## Lage und Charakteristik
Die kurze Gasse verläuft zwischen dem Minoritenplatz in nordwestlicher Richtung bis zur Bankgasse. Sie wird als Einbahnstraße geführt; öffentliche Verkehrsmittel verkehren keine in ihr. Die Verbauung besteht aus den Seitenfronten von Palais’ der Barockzeit.

## Gebäude

### Nr. 1 Stadtpalais Liechtenstein
Das Stadtpalais Liechtenstein gilt als erstes hochbarockes Gebäude in Wien. Es wurde 1691 von Dominik Andreas I. von Kaunitz in Auftrag gegeben, und 1694 noch unfertig von Johann Adam I. von Liechtenstein erworben. Der leitende Architekt war Domenico Martinelli, der auf Pläne von Enrico Zuccalli zurückgriff. Das Palais beherbergt nach aufwändigen Restaurierungsarbeiten seit 2013 einen Teil der Kunstsammlungen des Hauses Liechtenstein und kann bei Führungen besichtigt werden.
Das Gebäude steht an drei Seiten zwischen Löwelstraße, Bankgasse und Abraham-a-Sancta-Gasse frei und liegt an der Hauptadresse Bankgasse 9.

### Nr. 2 ehemaliges Palais Starhemberg
Das ehemalige Palais Starhemberg ist eines der wenigen bedeutenden Palais des Frühbarock in Wien. Es wurde 1667 von Conrad Balthasar Graf Starhemberg bei einem unbekannten italienischen Architekten in Auftrag gegeben. Sein Sohn, Ernst Rüdiger von Starhemberg, leitete von dort aus während der Zweiten Wiener Türkenbelagerung die Verteidigung der Stadt. Später erfolgten im Inneren einige Umbauten im klassizistischen Stil. Seit 1871 befindet sich das Gebäude in Staatsbesitz, hier sind das Bundesministerium für Wissenschaft und Forschung und das Bundesministerium für Unterricht, Kunst und Kultur untergebracht.
Das Palais liegt zwischen Bankgasse, Abraham-a-Sancta-Clara-Gasse und Minoritenplatz, seine Hauptadresse ist Minoritenplatz 5.